# 左旋咪唑
左旋咪唑（INN:levamisole），市場上販售的商品名稱有Ergamisol等，是一種用於治療寄生蟲感染（特別是蛔蟲和鉤蟲感染）的藥物。
左旋咪唑經由口服方式給藥。
使用後的副作用有腹痛、嘔吐、頭痛和頭暈。由於個體於母乳哺育期間，或於懷孕的第三階段使用，對於嬰兒或是胎兒的安全有顧慮，因此不建議使用。嚴重的副作用有感染風險增加。此藥物屬於驅蟲藥類藥物。
左旋咪唑於1966年由比利時楊森製藥發明。已列入世界衛生組織基本藥物標準清單之中。左旋咪唑也用作牛隻的驅蟲用途。

## 醫療用途

### 蠕蟲感染
左旋咪唑最初作為驅蟲劑，用來治療人類和動物體內的蠕蟲感染。左旋咪唑是一種菸鹼型乙醯膽鹼受體促效劑，會持續刺激寄生蠕蟲的肌肉，導致其麻痺。左旋咪唑也受到水族愛好者青睞，被視為治療淡水熱帶魚卡馬蘭線蟲感染的有效藥物。左旋咪唑自1960年代後期以來一直用於治療小型反芻動物的蠕蟲感染。在紐西蘭、烏拉圭、巴拉圭和巴西[的綿羊養殖場中，常可見到對左旋咪唑產生抗藥性的寄生蠕蟲。

### 其他用途
左旋咪唑曾被用於治療多種皮膚病，包括皮膚感染、麻瘋病、疣、扁平苔蘚和鵝口瘡。
有項受到報導的副作用是"神經興奮"。隨後楊森製藥及其他研究機構發表論文，指出左旋咪唑及其對映異構 - 右旋咪唑（dexamisole）具有情緒提升或抗抑鬱的特性，但此作用從未被作為商業用途來販售。

### 不良反應
左旋咪唑較嚴重的副作用之一是顆粒性白血球缺乏症，即使用者體內的白血球會受到消耗。其中似乎是嗜中性球受到的影響最大。這種情況在研究人群中有0.08%到5%的發生率。
左旋咪唑曾被用作古柯鹼的摻雜物，但會導致嚴重的副作用，表現為左旋咪唑誘發的壞死症候群，個體的皮膚幾乎在任何地方都可能出現疼痛性紅斑丘疹。

## 代謝
左旋咪唑能迅速在胃腸道中被吸收，並在肝臟中代謝。其達到最大血藥濃度的時間為1.5至2小時。血漿中的生物半衰期相當快，僅為3至4小時，而可能導致難以檢測到的左旋咪唑中毒。其代謝物的生物半衰期為16小時。左旋咪唑主要通過腎臟排出人體，在3天內有約70%會被排除。僅約5%以原型左旋咪唑排出。
對賽馬的尿液進行藥物檢測會發現左旋咪唑的代謝物中，同時包含有匹莫林和阿米雷司，此兩者均為賽馬當局禁用的興奮劑。進一步的檢測證實人類和犬類尿液中也存在阿米雷司，表示人類和犬類也能將左旋咪唑代謝為阿米雷司，但目前尚不清楚血漿中的阿米雷司是否達到任何可檢測的水平。在口服左旋咪唑後172小時的血液樣中，並未發現血漿阿米雷司水平超出定量限制（LoQ）。此外，在呈古柯鹼陽性的血漿樣本中（其中42%含有左旋咪唑），也從未發現阿米雷司的濃度高於定量限制。

## 體液檢測
在臨床中毒情況下，或為協助涉及摻雜街頭毒品的法醫學調查，可對血液、血漿或尿液中的左旋咪唑進行定量分析，以作診斷。在人類口服劑量中，約有3%的藥物會以原型，在24小時經由尿液排出人體。一名因古柯鹼過量致死的女性，驗屍時，發現其血液中左旋咪唑濃度為2.2毫克/升。

## 非法藥物中的摻雜物
左旋咪唑在使用者體內會轉化為阿米雷司，這是一種具有苯丙胺類興奮劑作用且作用時間長的物質。
左旋咪唑已在全球被越來越多用作非法販售古柯鹼的摻雜物，其中以美國的發生率最高。美國緝毒局（DEA）在2008年至2009年間查獲的古柯鹼樣本中，發現有69%含有左旋咪唑。而DEA截至2011年4月的報告稱在82%的查獲物中發現這種摻雜物。
左旋咪唑可增加粉狀古柯鹼的體積和重量（而其他摻雜物則會讓古柯鹼中產生較小的塊狀物），且讓藥物看起來更為純凈。在名為《The Stranger》的另類報紙刊出的一系列調查報導中，記者Brendan Kiley詳細說明左旋咪唑作為摻雜物日益增長的其他原因：它可能具有興奮劑作用、外觀與古柯鹼相似，以及能夠通過街頭純度測試而不被察覺。
左旋咪唑會抑制白血球生成，導致嗜中性白血球低下和顆粒性白血球缺乏症。隨著左旋咪唑作為摻雜物的用量增加，已有多起古柯鹼使用者中出現相關併發症的報告。左旋咪唑也與發生血管炎的風險相關，且在使用摻有左旋咪唑的古柯鹼使用者中，已有兩起血管炎性皮膚壞死的案例。
截至2009年，受左旋咪唑污染的古柯鹼已在美國和加拿大造成三人死亡，並導致超過百人生病。

## 化學
楊森製藥最初的合成方式產生兩種對映異構的外消旋體混合物，據報導其鹽酸鹽的熔點為264–265°C，外消旋混合物的游離鹼熔點為87–89°C。這種外消旋混合物被稱為"四咪唑（tetramisole）" - 而左旋咪唑僅指其左旋對映異構。

## 毒性
左旋咪唑的半數致死量（LD50）（靜脈注射，小鼠）為22毫克/公斤。

## 研究
左旋咪唑已被研究作為一種刺激免疫系統的方法，作為癌症治療中的一部分。它在治療兒童腎病症候群方面也顯示出一定的療效。
由於左旋咪唑會產生嚴重的副作用（如顆粒性白血球缺乏症和嚴重的皮膚病變和血管炎 ），在1999年和2003年分別從美國和加拿大市場撤出。但被測試與5-氟尿嘧啶聯合用於治療大腸癌。臨床試驗的證據支持將其添加到5-氟尿嘧啶療法中。在一些白血病細胞株研究中，左旋咪唑和四咪唑均顯示出相似的效果。

## 獸醫用途
由多滅蟲和左旋咪唑組成的複方藥（多蟲滅/左旋咪唑），商品名稱為Valcor，適用於治療和控制牛隻的胃腸道線蟲、肺線蟲、皮蠅幼蟲、吸血蝨和螨毛囊蟲病。給藥途徑為皮下注射。